# Culture de la Suède
 (avril 2015).
Si vous disposez d'ouvrages ou d'articles de référence ou si vous connaissez des sites web de qualité traitant du thème abordé ici, merci de compléter l'article en donnant les références utiles à sa vérifiabilité et en les liant à la section « Notes et références ».

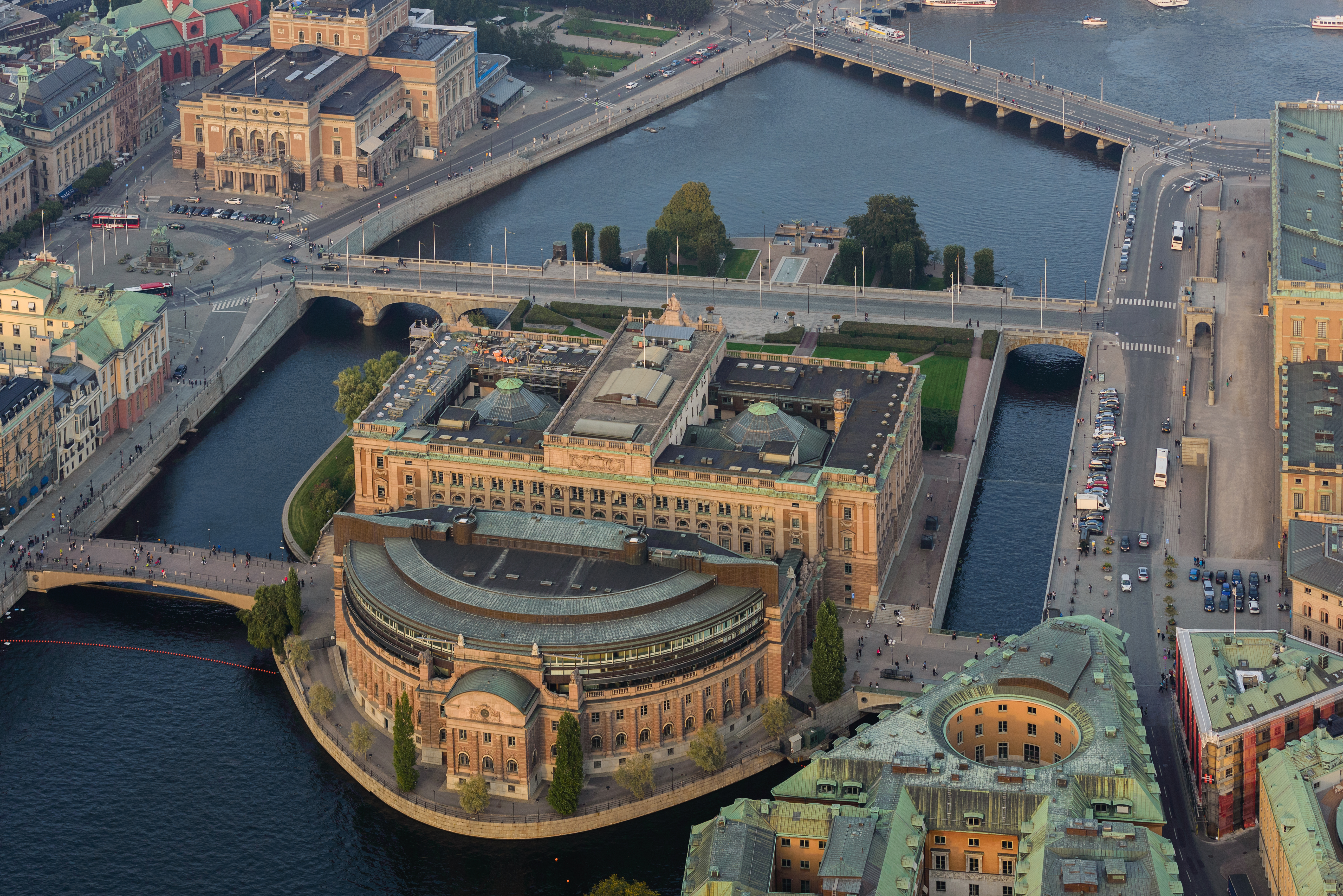
L'île de Helgeandsholmen au centre de Stockholm

La culture de la Suède, pays de l'Europe du Nord, désigne d'abord les pratiques culturelles observables de ses habitants (10 000 000, estimation 2017).
La culture suédoise est généralement perçue comme égalitariste, simple, et ouverte aux influences internationales. La Suède n'a jamais connu le servage, et les petits exploitants paysans ont traditionnellement eu un pouvoir et une influence dans les affaires nationales, n'ayant probablement pas d'équivalent dans les autres pays occidentaux. Par ailleurs, l'éthique protestante a été une force majeure ayant modelé la mentalité suédoise actuelle.

## Langues, peuples, cultures

### Langues
- Langues en Suède, Langues de Suède

### Populations
- Groupes ethniques en Suède de longue résidence
  - Finnois
  - Lapons ou Samis
  - Suédois
  - Tornédaliens, minorité parlant le finnois tornédalien meänkieli (30 000-150 000)
  - Wallons de Suède
  - Russes de Suède (<10 000), Russes en Suède (en)
  - Juifs de Suède, Histoire des Juifs en Suède
  - Romani, Norwegian and Swedish Travellers (en), Finnish Kale (en)
- Depuis 1945, la Suède a accueilli de nombreuses minorités européennes, moyen-orientales, asiatiques, africaines.
- Diaspora suédoise, Swedish diaspora (en)
  - Institut des émigrants suédois
  - Émigration suédoise aux États-Unis, Suédo-Américains, Colonisation suédoise des Amériques, American Swedish Historical Museum, American Swedish Institute (en)
  - Swedish Canadians (en)
  - Suédois d'Estonie, Hiiumaa, Gammalsvenskby, Aiboland (en)
  - Ural Swedes (en)
  - Swedes in the United Kingdom (en)
  - Scandinavian Mexicans (en), Scandinavian Brazilians (en), Scandinavian Venezuelan (en)
  - Scandinavian diaspora (en)

## Traditions

### Religion(s)
- Religion en Suède, Religion en Suède (rubriques)
- Christianisme en Suède (en) (60-66 %), Christianisme en Suède (rubriques)
  - Protestantisme
    - Église de Suède évangélique luthérienne d'épiscopat historique valide (63,2 %, estimation 2015)
    - Églises libres évangélistes (250 000)

  - Église catholique en Suède (1,1 %, 113 000)
  - Orthodoxie (1,2 %, 120 000)
- Autres spiritualités (< 10 %)
  - Islam en Suède (5,1 %, 500 000)
  - Judaïsme (0,2 %, 15 000), Histoire des Juifs en Suède, Antisémitisme en Suède (en)
  - Bouddhisme en Suède (en) (0,2 %, 15 000)
  - Hindouisme en Suède (en) (11 000)
  - Sikhisme en Suède (en) (1 500)
  - Foi baha'ie en Suède (en) (1 500)
  - Ásatrú
  - Théosophie en Scandinavie (en)
- Irréligion en Suède (en) : agnosticisme (20-30 %), athéisme (10-17 %), indifférence, prudence
- Kopimisme

### Symboles
- Armoiries de la Suède, Drapeau de la Suède
- Du gamla, du fria, hymne national suédois

### Folklore et Mythologie
- Folklore scandinave
- Mythologie nordique, Mythologie nordique (rubriques)
- Bibliographie sur la mythologie nordique
- Edda de Snorri
- Kitchen witch (en)
- Troll cross (en)
- Tycho Brahe days (en)
- Vineta, cité engloutie en Mer Baltique

### Fêtes
- Fêtes et jours fériés en Suède
- Période de Noël en Suède (en)
- Festivités en Suède (en)

## Société
- Catégorie:Personnalité suédoise par profession
- Loi de Jante

### Famille
- Condition des femmes en Suède
- Catégorie:LGBT en Suède
- Naissance en Suède
- Nom, Loi suédoise sur les prénoms
- Enfance
- Jeunesse
- Genre
- Sexualité
- Mariage, union
- Travail
- Vieillesse
- Décès
- Funérailles

### Éducation
- Système éducatif suédois
- Éducation en Suède
- List of universities and colleges in Sweden (en)
- Liste des pays par taux d'alphabétisation
- Liste des pays par IDH
- List of Swedish scientists (en)

### État
- Histoire de la Suède
- Politique en Suède

### Divers

#### Influences extérieures
Les plus grandes sources d'influences sur la culture suédoise ont été l'Église catholique romaine et l'Allemagne durant le Moyen Âge, la France durant le XVIIIe siècle (principalement grâce au roi Gustave III). Durant le XIXe siècle, l'essentiel de l'influence vint à nouveau de l'Allemagne ; et, depuis la fin de la Seconde Guerre mondiale, le pays est très influencé par le monde anglo-saxon, principalement par les États-Unis. 87 % des Suédois savent parler l'anglais (avec les locuteurs dits « partiels »), et l'Anglais est souvent utilisé dans l'administration. Un nombre significatif de Suédois sait aussi parler le danois, ou le norvégien, car les langues sont proches. L'allemand est aussi une langue très parlée, ainsi que le russe et le finnois.

## Arts de la table

### Cuisine(s)
- Cuisine suédoise
- Catégorie:Cuisine suédoise
- Fromages suédois

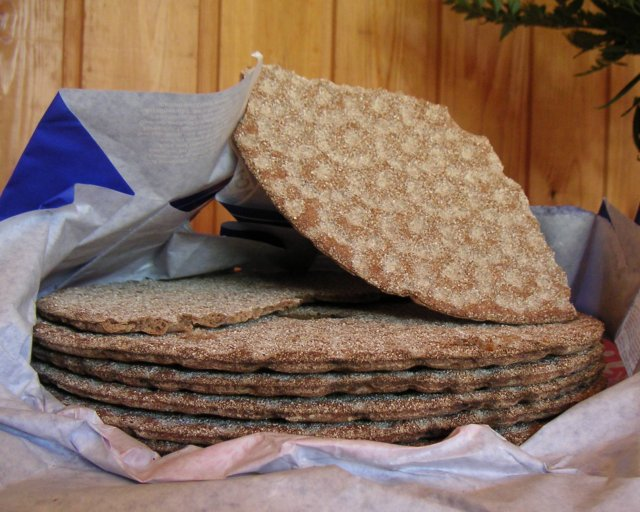
Pain croquant suédois

Les plats suédois sont traditionnellement simples, un repas typique étant constitué de pommes de terre cuites à la vapeur, d'un morceau de viande ou de poisson, d'une sauce rustique, et d'un peu de légumes. Le poisson tient une place importante dans l'assiette des Suédois.
De nos jours, les habitudes culinaires se sont cependant rapprochées de la moyenne occidentale, et les spaghettis rivalisent en popularité avec les pommes de terre, naguère dominantes.
Les Suédois font partie des plus gros consommateurs de café dans le monde, précédés uniquement par les Finlandais. La bière, le lait et l'eau accompagnent généralement les repas.
Parmi les préparations culinaires traditionnelles, on trouve le Pitepalt, les Köttbullar, les Gravlax, et les surströmming. Le pain suédois tient également une place à part dans la cuisine européenne.

### Boisson(s)
- Absolut Vodka
- Fika (pause café)

## Santé
- Santé, Santé publique, Protection sociale
- Catégorie:Santé en Suède,
- Santé en Suède (en)
- Protection sociale en Suède (en)
- Liste des pays par taux de tabagisme
- Liste des pays par taux de natalité
- Liste des pays par taux de suicide

### Sports, arts martiaux
- Sport en Suède
- Sport en Suède (rubriques)
- Sportifs suédois
- Suède aux Jeux olympiques
- Suède aux Jeux paralympiques
- Jeux du Commonwealth
- Arts martiaux en Suède
- Sport équestre
- Jeux équestres mondiaux

## Média
- Media of Sweden (en)
- Média en Suède (rubriques)
- Journalistes suédois
- Télécommunications en Suède (en)
- Censure en Suède (en)
- Ombudsman

### Presse
- Catégorie:Presse écrite en Suède
- Liste de journaux en Suède
- Magazines suédois, List of Swedish magazines (en)
- Liberté d'expression et de presse en Suède

### Radio
- Radio en Suède (rubriques)

### Télévision
- Television in Sweden (en)
- Télévision en Suède (rubriques)

### Internet (.se)
- Internet en Suède (en)
- Censure en Suède (dont internet) (en)
- Blogueurs suédois
- Sites web suédois

## Littérature
- Littérature suédoise
- Écrivains suédois
  - Lauréats suédois du Prix Nobel de littérature
- List of Swedish poets (en)
- Livres suédois
  - Livres suédois majeurs du XXe siècle

## Artisanat
- Artisanat d'art,
- Artisanat par pays,
- Arts appliqués, Arts décoratifs
- Amis de l'artisanat (Suède) (en)

Les savoir-faire liés à l’artisanat traditionnel relèvent (pour partie) du patrimoine culturel immatériel de l'humanité. On parle alors de trésor humain vivant.
Mais une grande partie des techniques artisanales ont régressé, ou disparu, dès le début de la colonisation, et plus encore avec la globalisation, sans qu'elles aient été suffisamment recensées et documentées.

### Design
- Designers suédois

### Textiles, cuir, papier
- Liste de costumes nationaux en Suède
- Art textile en Suède (en)
- Tapisseries d'Överhogdal
- Entreprise liée au secteur de l'habillement ayant son siège en Suède

### Poterie, céramique, faïence
- Céramique scandinave

### Verrerie d'art
- Maîtres verriers suédois
- Art médiéval du vitrail en Suède (en)

### Joaillerie, bijouterie, orfèvrerie
- Joailliers suédois

## Arts visuels
- Arts visuels, Arts plastiques, Art sonore
- Art suédois (en)
- Écoles d'art en Suède
- Artistes suédois, Liste alphabétique d'artistes suédois (en)
- Artistes contemporains suédois
- Swedish Arts Council (en)
- Norrköping Exhibition of Art and Industry (en) (1906)
- Écoles d'art en Suède (en)
- Artistes suédois (en)
- Groupes et collectifs d'artistes suédois (en)
- Musées d'art en Suède

### Archéologie
- Préhistoire de la Scandinavie
- Mégalithes de Ale
- Âge du bronze danois, Iron Age Scandinavia (en)
- Tombe royale de Kivik
- Pierre runique, Pierres runiques vikings, Liste de pierres runiques, Rock art in Sweden (en)
- Gravures rupestres de Tanum, Forteresse d'Eketorp
- List of archaeological sites and dismantled stave churches (en)
- Archaeology of the Romani people (en)
- Plaques de Torslunda

### Dessin
- Dessinateurs suédois
- Graveurs suédois
- Illustrateurs suédois
- Affichistes suédois
- Auteurs suédois de bande dessinée

### Peinture
- Peinture suédoise
- Peintres suédois, Liste de peintres suédois dont :
  - Carl Larsson (1853-1919)
  - Anders Zorn (1860-1920)
- Tableaux de peintres suédois
- Fresques d'église en Suède (en)

### Sculpture
- Sculpture suédoise, Sculpture en Suède
- Sculpteurs suédois
- Sculpture en Suède (rubriques)
- Sculptures en plein air en Suède
- Liste de statues équestres de Suède
- Pierre runique, Styles runiques (en)

### Architecture
- Direction nationale du patrimoine de Suède
- Architectes suédois, List of Swedish architects (en)
- Architecture en Suède (à créer), Architecture en Suède (rubriques)
- Histoire de l'architecture suédoise
- Urbanisme en Suède (rubriques)

### Photographie
- Photographes suédois
- Liste de photographes femmes suédoises
- Photographie en Suède (à créer)

### Graphisme
- Graphistes suédois

## Arts du spectacle
- Spectacle vivant, Performance, Art sonore

### Musique
- Musique suédoise
- Musique suédoise (rubriques)
- Musiciens suédois
- Chanteurs suédois
- Liste de Suédois dans le domaine de la musique (en)

### Danse
- Danse en Suède (en)
- Liste de danses, Danses populaires suédoises (en)
- Danseurs suédois
- Chorégraphes suédois
- Compagnies de danse en Suède (en)
- Ballet royal suédois
- Ballet Cullberg
- Herräng Dance Camp (en), festival annuel de danses modernes
- Lindy hop
- Fédération suédoise de danse sportive (en)

### Théâtre
- Dramaturges suédois, dont August Strindberg (1849-1912)
- Salles de théâtre en Suède
- Pièces de théâtre suédoises
- Théâtre en Suède (en)
- Écoles d'art dramatique en Suède (en)
- Personnalités du théâtre en Suède (en)
- Swedish Theatre Critics Association (en) et son prix annuel

### Autres scènes: marionnettes, mime, pantomime, prestidigitation
Les arts mineurs de scène, arts de la rue, arts forains, cirque, théâtre de rue, spectacles de rue, arts pluridisciplinaires, performances manquent encore de documentation pour le pays …
Pour le domaine de la marionnette, la référence est : de la marionnette au Danemark, sur le site de l'Union internationale de la marionnette UNIMA).
La cathédrale de Lund dès 1380 propose des spectacles d'automates.
- Marionnettistes suédois, dont Michael Meschke
- Artistes de cirque suédois (en)

### Cinéma
- Cinéma suédois

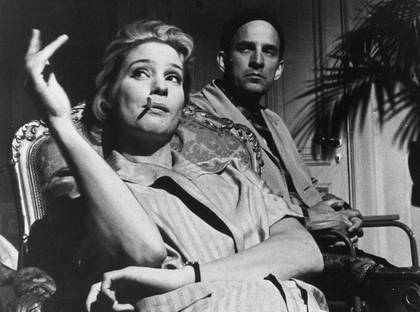
Ingrid Thulin et Ingmar Bergman au cours du tournage du Silence (1963)

- Réalisateurs suédois, Scénaristes suédois
- List of Swedish film directors (en)
- Acteurs suédois, Actrices suédoise
- Films suédois

L'industrie cinématographique suédoise est très connue dans le monde. La reconnaissance commence avec l'innovation de ses premières années, durant la période du cinéma muet, où l'on vit fleurir le talent des visionnaires Mauritz Stiller et Victor Sjöström, qui ont révélé au monde le cinéma suédois et sa vision du monde.
Ingmar Bergman, considéré comme l'un des cinéastes les plus influents du XXe siècle, émergea comme une figure éminente du cinéma dans les années 1950, avec son œuvre épique existentielle le Septième Sceau. Il continua sa carrière en réalisant une multitude de drames psychologiques acclamés par la critique. Deux de ses films en particulier, Persona et Cris et chuchotements reçurent une adulation critique inégalée et plaça la Suède parmi les entités les plus progressives du cinéma mondial. Le naturaliste révéré Jan Troell, ainsi que le dramaturge social Bo Widerberg allaient rapidement suivre Bergman comme artistes visuels suédois de premier plan.
Parmi les actrices et acteurs connus, on compte Ingrid Bergman, Greta Garbo, Max von Sydow, Stellan Skarsgård, Ingrid Thulin, Lena Olin et Peter Stormare.

### Autres
- Vidéo, Jeux vidéo, Art numérique, Art interactif
- Culture alternative, Culture underground
- Jeux vidéo développés en Suède (une centaine de références)
  - Coldwood[1], Electronic Arts : Unravel[2]
  - Massive Entertainment

## Tourisme
- Tourisme en Suède (en), Tourisme en Suède (rubriques)
- Sur WikiVoyage
- Conseils aux voyageurs pour la Suède :
  - France Diplomatie.gouv.fr
  - Canada international.gc.ca
  - CG Suisse eda.admin.ch
  - USA US travel.state.gov
- Swedish Tourist Association
- Centres d'intérêt touristique en Suède (en)
- Centres d'intérêt touristique en Suède par ville (en)
- Industrie d'hôtellerie-restauration en Suède (en)
- Droit d'accès à la nature

## Patrimoine

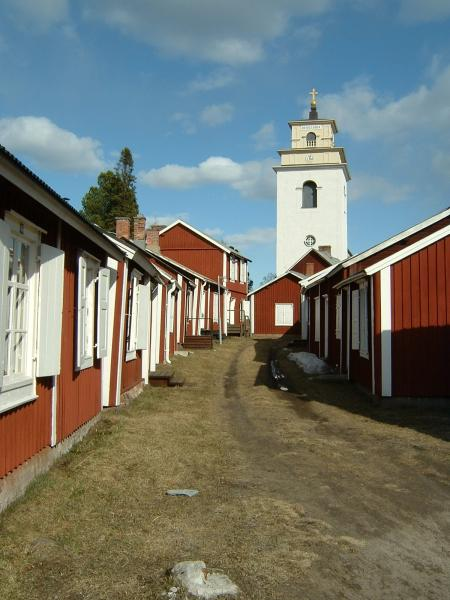
Village-église de Gammelstad

### Musées et autres institutions
- Liste de musées en Suède
- Bibliothèques en Suède
- Institut suédois, Institut suédois à Athènes, Institut suédois Paris

### Liste du Patrimoine mondial
Le programme Patrimoine mondial (UNESCO, 1971) a inscrit dans sa liste du Patrimoine mondial (au 12/01/2016) : Liste du patrimoine mondial en Suède.

### Liste représentative du patrimoine culturel immatériel de l’humanité
Le programme Patrimoine culturel immatériel (UNESCO, 2003) a inscrit dans sa liste représentative du patrimoine culturel immatériel de l’humanité (au 10/01/2016) :
- 2005 : Emanuel Swedenborg Collection[3].
- 2005 : Les Archives Astrid Lindgren[4].
- 2007 : Archives Ingmar Bergman[5].
- 2007 : Les archives de la famille Alfred Nobel[6].
- 2011 : Archives du Comité d'urbanisme de Stockholm (depuis 1713)[7].
- 2011 : Codex Argenteus – La bible d'argent[8].